# Payrin-Augmontel
Payrin-Augmontel település Franciaországban, Tarn megyében. Lakosainak száma 2193 fő (2022. január 1.). Payrin-Augmontel Aiguefonde, Aussillon, Caucalières, Noailhac, Pont-de-Larn és Valdurenque községekkel határos.

## Népesség
A település népességének változása:
| Lakosok száma | 2202 | 2191 | 2217 | 2168 | 2171 | 2170 | 2181 | 2188 | 2193 |
|               | 2013 | 2015 | 2016 | 2017 | 2018 | 2019 | 2020 | 2021 | 2022 |